# Emiliano Zuleta Díaz
Emiliano Alcides Zuleta Díaz (Villanueva, La Guajira, 28 de diciembre de 1944) conocido como Emilianito o "El gago de oro", es un compositor y acordeonero colombiano de vallenato. Formó parte de la agrupación Los Hermanos Zuleta, junto a su hermano Poncho Zuleta.

## Trayectoria
Hijo del juglar vallenato Emiliano Zuleta Baquero y Carmen Díaz, hermano de Poncho, Fabio, Héctor, Sara, Carmen y Mario Zuleta Díaz. Inició sus estudios en Villanueva y en Valledupar, y los culminó en Tunja,  Emiliano se inició en la música vallenata desde muy joven, haciéndose diestro en instrumentos como la caja y la guacharaca, al mismo tiempo que se distinguió como compositor y verseador. Grabó 34 discos en compañía de su hermano Poncho Zuleta, con quien formó el exitoso grupo de Los Hermanos Zuleta.
Emiliano Zuleta ha realizado cerca de 60 composiciones entre los que destacan éxitos como: Mi Acordeón, La Herencia, El Retiro, La Virgen del Carmen, entre otros.

### Presentación en los Premios Nobel
El 8 de diciembre de 1982, Poncho Zuleta y su hermano Emiliano acompañaron al escritor colombiano Gabriel García Márquez a la ceremonia del Premio Nobel de Literatura en el Aoso Gymnasum de Estocolmo, Suecia, bajo el acompañamiento de la folclorista Consuelo Araújo Noguera. Los Hermanos Zuleta acompañaron la comitiva de García Márquez a ritmo de vallenato.

"Cuando las notas de Emilianito y la voz prodigiosa de Poncho comenzaron a cantar, cuando en un rapto de emoción Poncho me pasó el micrófono para que le ayudara en el coro, vi detrás de mis propias lágrimas, a Tachia Quintana —una vasca amiga de los García Barcha— con la cara entre sus manos, presa de un llanto compulsivo. Después ella misma me dijo que cuando sonó el primer acorde casi grita, porque estaba pensando en ese paseo que García Márquez le enseñó hacía más de 20 años en París, cuando no tenían calefacción ni mucha comida".

“Fue algo apoteósico, delirante, mágico. Los aplausos que retumbaban en el salón hicieron que Emiliano y Pedro y Pablo acometieran los compases de la ‘Patillalera’ que fue recibida con otra ovación y con Gabo echado hacia bien atrás en su silla para poder mirar hacia donde estábamos los descendientes de Francisco el Hombre rindiéndole a él el tributo de nuestra admiración”. - Consuelo Araújo, describiendo la presentación de Poncho y Emilianito en Suecia.

Además de Poncho y Emilianito, en representación del género vallenato asistieron Pablo López y Rafael Escalona.
Sobre García Márquez, Poncho Zuleta dijo que “Él no pidió otra agrupación, sino Los Hermanos Zuleta. La canción preferida de él fue La vieja Sara, merengue de Rafael Escalona: Tengo que hacerle a la vieja Sara una visita que le ofrecí, pa’ que no diga de mí, que yo la tengo olvidada”.

### Audio en presunta parranda paramilitar
En el 2003 empezó a circular entre los seguidores del vallenato y los vendedores de CD pirata una grabación de una parranda vallenata en la que Poncho Zuleta y Emiliano, presuntamente en el municipio de Astrea. En la grabación, Poncho le dedica una de las canciones a los paramilitares. Luego se escucha una ráfaga de ametralladora y la voz de Zuleta gritando "Nojoda, viva la tierra paramilitar, vivan los paracos".
Los Hermanos Zuleta alegaron que la grabación era un montaje. Varios miembros del grupo y empleados de la empresa discográfica Sony analizaron el informe técnico con el que buscaban sustentar que alguien había hecho un montaje y procederían a presentar una denuncia, además alegaron que Los Hermanos Zuleta no habían hecho presencia en la Astrea por más de una década.

### Grammy Latino Cumbia/Vallenato
El 26 de septiembre de 2006, Poncho y Emilianito fueron nominados a los premios Grammy Latino, Categoría Cumbia/Vallenato por su álbum Cien Días De Bohemia, bajo el sello discográfico Sony BMG Music Entertainment.
Los Hermanos Zuleta se convirtieron en los primeros ganadores del prestigioso galardón en la categoría Cumbia/Vallenato.

### Homenaje en el Festival Vallenato 2016
Emiliano fue homenajeado junto a su hermano Poncho Zuleta en la versión 49 del Festival de la Leyenda Vallenata de 2016.

## Discografía
La siguiente es la discografía del cantante Emiliano Zuleta Díaz:
1970
- Mis preferidas (Emilianito Zuleta y su conjunto)

1. La Molestia (Emilianito Zuleta)
2. La Experiencia (Emilianito Zuleta)
3. Vueltas Del Destino (Luis Ortega)
4. La Suerte De Juana (Antonio Orozco)
5. La Negra Felipe (Simón Salas)
6. La Estrella (Juan Muñoz)
7. Desencanto (Poncho Zuleta)
8. Callate Corazoncito (Tobías Enrique Pumarejo)
9. Sufriendo Estoy (José Pinilla)
10. La Rutina (Pedro García)
11. El Delirio (Emilianito Zuleta)
12. La Enfermedad (Rafael Escalona)

1972
- La cita (Emilianito Zuleta y su conjunto - Canta Poncho Zuleta)

1. Mis Amigos Me Recuerdan (Gustavo Gutiérrez Cabello)
2. El Estudiante Pobre (Poncho Zuleta)
3. La Cita (Tobias Enrique Pumajero)
4. Las Cosas De Moralito (Emiliano Zuleta)
5. Tu Privilegio (Edgardo Maya Villazón)
6. Simón El Viejo (Emiliano Zuleta)
7. Las Vacaciones De Emiliano (Emiliano Zuleta)
8. El Gran Cajero (Julio Oñate Martínez)
9. El Bautizo (Esteban Salas)
10. Recuerdos Inolvidable (Álvaro Cabas)
11. Catorce De mayo (Vicente Fragoso)
12. Rosa Leonor (Jike Cabas)

1973
- Mi canto sentimental (Emilianito Zuleta y su conjunto)

1. El Trovador Ambulante (Pedro García)
2. Paso A Paso (Ildefonso Ramírez Bula)
3. No Hay Dolor En Mí (Gustavo Gutiérrez Cabello)
4. La Mala Situación (Lorenzo Morales)
5. La Herencia (Emiliano Zuleta Díaz)
6. El Secreto (Lorenzo Morales)
7. Mi Canto Sentimental (Alfonso Zuleta)
8. San Isidro Labrador (Enrique Pertuz)
9. La Piquería (Emiliano Zuleta Baquero)
10. Gavilán Atanquero (Juan Francisco Mindiola)
11. La Sandiegana (Alfonso Zuleta)
12. El Casado (Rafael Escalona)

1974
- Río crecido (Emilianito Zuleta y su conjunto - Canta Poncho Zuleta)

1. Río Crecido (Julio Fontalvo)
2. El Indio Manuel María (Emiliano Zuleta Díaz)
3. Mi Salvación (Alfonso Zuleta)
4. Juana Bautista (Tobías Enrique Pumarejo)
5. Mi Rosalbita (Álvaro Cabas Pumarejo)
6. La Muerte Del Buen Amigo (Julio Oñate Martínez)
7. Yo Tengo Mi Candelaria (Abel Antonio Villa)
8. Nostalgia de Poncho (Rafael Escalona)
9. La celosa (Sergio Moya Molina)
10. Sabor a primavera (Rafael Sánchez Molina)
11. Reminiscencias Alfonso Serrano Zúñiga
12. Protesta Parrandera (Nicolás Bolaño Calderón)

1974
- Río seco (Emilianito Zuleta y su conjunto - Canta Poncho Zuleta)

1. El Cantante (Daniel Celedón O.)
2. Tus Sueños (Alberto Murgas)
3. La Polaca (Dr.Silvio Durango)
4. Carmen Díaz (Emiliano Zuleta (El Viejo)
5. Morenita Manaurera (Juan Manuel Megues)
6. Buen Comportamiento (Alfonso Zuleta)
7. Te Sigo Esperando (Julio Valdeblanquez)
8. Río Seco (Julio Fontalvo)
9. El Cantor Del Valle (Álvaro Cabas)
10. Ojazos Negros (Lino J. Anaya)
11. Fonseca (José María “Chema” Gómez)
12. El Turco Farid (Emiliano Zuleta Díaz)

1975
- El reencuentro de Poncho y Emiliano (Los Hermanos Zuleta y su conjunto)

1. Diosa de la serranía (Santader Durán)
2. Las chanzas de Mariela (Gumercindo Peñalosa)
3. Mi viejo Guayacan (Antonio Serrano)
4. La pimientica (Emiliano Zuleta)
5. El encuentro con Simón (Julio Oñate)
6. La fregona (Rafael Gutiérrez)
7. Luzmila (Poncho Zuleta)
8. Tiempos idos (Alfonso Cotes)
9. Déjenme quieto (Armando Zabaleta)
10. Cantando me divierto (Mario Zuleta)
11. Homenaje a la vieja Sara (Héctor Zuleta)
12. Gloria de mi alma (Emiliano Zuleta)

- Fiesta Vallenata vol. 1.[19]

5. Por qué te fuiste (Julio Fontalvo). Interpretan Los Hermanos Zuleta. 
1976
- Ídolos (Los Hermanos Zuleta)

1. La Casa (Carlos Huertas Gómez)
2. Soy Pescador (Santander Durán Escalona)
3. El Serenatero (Sergio Moya Molina)
4. Bendito Sea Dios (Diomedes Díaz)
5. El Andariego (Poncho Zuleta)
6. El Pajarito (Armando Zabaleta)
7. El Cofrecito De Plata (Atilio Pabón Cuevas)
8. Lejanía (Isaac Carrillo)
9. No Bebo Más (Emiliano Zuleta Díaz)
10. Como Has Quedado (Edilberto Daza)
11. El Regreso (Emiliano Zuleta (El Viejo)
12. El Hombre Libre (José Vicente Muniver)

- Los maestros (Los Hermanos Zuleta)

1. La Guayabalera (Isaac Carrillo)
2. Talento Artístico (Poncho Zuleta)
3. El Carrito Brujo (Rafael Sánchez)
4. La Conquista (Edilberto Daza)
5. Amor Apasionado (Romualdo Brito)
6. El Riachuelo (Mario Zuleta Díaz )
7. Los Maestros (Hernando Marín)
8. Mi Mente En Alegría (Mario Mendoza)
9. El Tropezón (Lady Anillo)
10. Receta De Amor (Sergio Moya Molina)
11. Enamorado Corazón (Dr. Antonio Serrano Zúñiga A.)
12. Los Tiempos De Mi Viejo (Fabio Zuleta)

- Fiesta Vallenata vol. 2.[20]

2. 14 de mayo (Mono Fragozo). Interpretan Los Hermanos Zuleta.
1977
- Dos estrellas (Los Hermanos Zuleta)

1. El Arbolito (Hernando Marín)
2. El Trovador Sentimental (Álvaro Cabas)
3. Los Malos Años (Emiliano Zuleta)
4. El Firme (Máximo Móvil)
5. Soy Parrandero Y Qué (Lenín Bueno Suárez, "Leabus")
6. Después De Pascuas (Carlos Huertas)
7. Mal Entendido (Edilberto Daza)
8. Dos Estrellas (Sergio Moya Molina)
9. El Nieto De Emiliano (Armando Zabaleta)
10. La Cosita Aquella (Lino J. Amaya)
11. El Ruiseñor Herido (Ildefonso Ramírez Bula)

- El cóndor legendario (Los Hermanos Zuleta)

1. La Creciente Del Cesar (Rafael Escalona)
2. Recuerdos De Don Toba (Armando Darío Zabateta Guevara)
3. La Competencia (Sergio Moya Molina)
4. El Secretico (Alberto Murgas)
5. Que Mujer (Lenín Bueno Suárez)
6. El Cóndor Legendario (Alfonso Molina)
7. La Chivolera (Lino J. Amaya)
8. Encuentro Con El Diablo (Camilo Namen)
9. Soy Guajiro (Julio Oñate Martínez)
10. La Pobreza (Julio Florencio Vásquez Oñate)
11. Serenata Decembrina (Antonio Serrano Zúñiga)

- Fiesta Vallenata vol. 3

7. El caminante (Mariano Enrique Pertúz). Interpretan Los Hermanos Zuleta.
1978
- Tierra de cantores (Los Hermanos Zuleta)

1. No Me Guardes Luto (Armando Zabaleta)
2. Río Badillo (Octavio Daza)
3. La Virgen Del Carmen (Emiliano Zuleta Díaz)
4. Isabel Martínez (Germán Serna)
5. El Gallo Fino (Edilberto Daza)
6. Inmenso Amor (Armando Zabaleta)
7. Tierra De Cantores (Carlos Huertas)
8. Emma González (Alfonso Zuleta)
9. Dios No Me Deja (Leandro Díaz)
10. La Querella (Emiro Zuleta)
11. La Profecía (Julio Oñate Martínez)

1979
- Dinastía y folclor (Los Hermanos Zuleta y "El Viejo")

1. Tanto Que Te Canto (Gustavo Gutiérrez Cabello)
2. Águila Furtiva (Fernando Dangond Castro)
3. La Compañerita (Calixto Ochoa)
4. Lola La Negra (Carlos Huertas Gómez)
5. Adiós A Un Amigo (Euclides Enrique Coronado)
6. Mi Primo (Isaac Carrillo)
7. Alma Viajera (Lácides Redondo Aragón)
8. Flores Copeyanas (Luis Enrique Martínez)
9. Riohacha (Armando D. Zabaleta)
10. Mis Penas (Roberto Calderón)
11. Palomita Blanca (Lino J. Amaya)
12. El Piñal (Paseo) (Emiliano Zuleta Baquero)

- Fiesta Vallenata vol. 4

6. El gallo fino (Edilberto Daza). Interpretan Los Hermanos Zuleta.
1979
- Volumen 12 (Los Hermanos Zuleta)

1. Olvidame (Leandro Díaz)
2. La Entrega (Julio Oñate)
3. La Llanerita (Calixto Ochoa)
4. El Viajero (Julio Vásquez)
5. Jaime Luis (Armando Zabaleta)
6. Marily (Calixto Ochoa)
7. Luna Sanjuanera (Roberto Calderón)
8. Así Es Mi Valle (Fernando Dangond Castro)
9. Perdoneme Señora (Camilo Namén)
10. Nostalgia Estudiantil (Leabus)
11. El Robo (Emiliano Zuleta Baquero)

- Fiesta Vallenata vol. 5

4. Marily (Calixto Ochoa). Interpretan Los Hermanos Zuleta.
1980
- Pa' toda la vida (Los Hermanos Zuleta)

1. Mi Hermano Y Yo (Emiliano Zuleta Díaz)
2. El Gallo Viejo ( Emiliano Zuleta Díaz)
3. Pa´Toda La Vida (Roberto Calderón Cujía)
4. El Viejo Migue (Adolfo Pacheco)
5. Amanecer (Fernando Dangond C.)
6. Clavelito (Armando Darío Zabaleta)
7. Así Fue Mi Querer (Gustavo Gutiérrez Cabello)
8. Súplica De Amor (Edilberto Daza)
9. Costumbres Perdidas (Dagoberto López)
10. Rosa María (Rodrigo Álvarez H.)
11. Adiós A La Compañera (Calixto Ochoa)

- Fiesta Vallenata vol. 6

1. Pa' toda la vida (Roberto Calderón). Interpretan Los Hermanos Zuleta.
1981
- Volumen 15 (Los Hermanos Zuleta)

1. Corazón Martirizado (Gustavo Gutiérrez Cabello)
2. Uno Es Así (Roberto Calderón Cujía)
3. Desesperado (Armando Zabaleta Guevara)
4. A Un Colega (Emiliano Zuleta Díaz)
5. Cazador De Ilusiones (Fernando Dangond Castro)
6. El Hijo De Patillal (José Fernández Maestre)
7. Tierras Del Sinú (Carlos Huertas Gómez)
8. Lo Que Quieras (Edilberto Daza)
9. La Vieja Bonga (Emiro Zuleta)
10. La Fe (Calixto Ochoa)
11. La Ceiba Del Puerto (Camilo Namén)

- Fiesta Vallenata vol. 7

3. Uno es así (Roberto Calderón). Interpretan Los Hermanos Zuleta.
1982
- Por ella (Los Hermanos Zuleta)

1. Aquella Tarde (Gustavo Gutérrez)
2. Crucita (Calixto Ochoa)
3. El Encargo (José Hernández Maestre)
4. Cautivo En Tus Redes (Fernando Dangond Castro)
5. Panorama (Adriano Salas)
6. La Promesa (Armando Zabaleta)
7. Por Ella (Esteban Montaño)
8. Provincianita (Rafael Manjarréz)Ganador V Festival San Juan Del Cesar
9. Cabañuelas (Roberto Calderón)
10. La Golondrina (Rafael Escalona)
11. La Lotería (Romualdo Brito)

- Fiesta Vallenata vol. 8

2. Los gavilanes (Calixto Ochoa). Interpretan Los Hermanos Zuleta.
1983
- El vallenato Nobel (Los Hermanos Zuleta)

1. Hay Mi Vida (Gustavo Gutérrez Cabello)
2. El Milagro (Armando Zabaleta Guevara)
3. El Vallenato Novel (Rafael Escalona)
4. Decisión (Rafael Manjarrés Mendoza)
5. Nueve De mayo (Tobías Pumarejo)
6. Serenatero (Luis Cotes Díaz)
7. Mis Hijos Y Mis Canciones (Dagoberto López)
8. El Monte De La Rosa (Emiliano Zuleta Díaz)
9. Horas Felices (Leandro Díaz)
10. Como Será (Emiliano Zuleta Díaz)

- Fiesta Vallenata vol. 9

4. Escuchando un acordeón (Rafael Sánchez Molina). Interpretan Los Hermanos Zuleta.
1984
- 039 (Los Hermanos Zuleta)

1. 039 (Alejandro Durán)
2. Sorayita (Emiliano Zuleta D.)
3. La Estrella De Patillal (Rafael Escalona)
4. Llora Mi Acordeón (Hernando Marín)
5. Mi Gran Amor (Julio Oñate M.)
6. Amores Que Van Y Vienen (Gustavo Gutérrez)
7. Amalia Vergara (Abel Antonio Villa)
8. Esta Es Mi Historia (Roberto Calderón)
9. Rastrojito De Mi Patio (Enrique Pertuz)
10. Flor De Mi Camino (Fernando Dangond Castro)
11. A Través Del Tiempo (Álvaro Cabas)

- Fiesta Vallenata vol. 10

2. La promesa (Pedro García). Interpretan Los Hermanos Zuleta.
1985
- Mi acordeón (Los Hermanos Zuleta)

1. Y yo solo (Marcos Díaz)
2. Dios lo sabe (Rafael Manjarréz)
3. El amor y la baraja (Mariano Pertúz)
4. Bebiendo yo (Hernando Marín)
5. La niña del pueblo (Roberto Daza Urbina)
6. Los tres amigos (Leandro Díaz)
7. Mi acordeón (Emiliano Zuleta Díaz)
8. Falsas promesas (Adriano Salas Manjarrés)
9. Compañera de mi vida (Roberto Calderón Cujía)
10. Ilusión parrandera (Emiliano Zuleta d.)
11. Pobre infancia (Marciano Martínez)

- Homenaje a Pedro Castro (Los Hermanos Zuleta)

1. Los tres fallecidos (Víctor Mauricio Camarillo Ochoa - 1948)
2. Compae Chipuco’ (José María "Chema" Ramos)
3. Adiós a Pedro Castro (Gustavo Gutiérrez Cabello)
4. 3 de marzo (Tobías Enrique Pumarejo)
5. El Caracolí (Armando Zabaleta)
6. El Medallón (Rafael Escalona)
7. La custodia de Badillo (Rafael Escalona)
8. La muerte de Pedro Castro (Rafael Escalona)
9. La Profecía (Julio Oñate)

- Fiesta Vallenata vol. 11

4. Mi nostalgia (Juan Segundo Lagos). Interpretan Los Hermanos Zuleta.
1986
- Los mejores años (Los Hermanos Zuleta)

1. Corazón Bandido (Alberto Murgas)
2. Amor De Madre (D.R.A)
3. La Vida De Poncho (Alfonso “Poncho” Zuleta)
4. Le Dije Que Nó (Alfonso Cotes Ovalle)
5. Embriagado De Amor (Edilberto Daza)
6. Amor Secreto (Víctor Gutiérrez)
7. La Vecina De Chavita (Hernando Marín)
8. Cecilia Mercedes (Máximo Móvil)
9. Pobre Yo (Emiliano Zuleta)
10. Ángel De La Guarda (Rómulo Brito)
11. Corazón Cobarde (Juan Segundo Lagos)

- Fiesta Vallenata vol. 12

4. La vida es así (Emiliano Zuleta Díaz). Interpretan Los Hermanos Zuleta.
1987
- Fiesta Vallenata vol. 13

4. Flor de primavera (Álvaro Cabas). Interpretan Los Hermanos Zuleta.
1991
- El zuletazo (Los Hermanos Zuleta)

1. El Retiro (Emiliano Zuleta D.)
2. Quién La Goza Soy Yo (Dr. José “Chema” Moscote)
3. El Difunto Trovador (Juan Segundo Lagos)
4. La Negra Del Alma (Rafael Gutiérrez C.)
5. Cuando Muere El Corazón (Elbert Araujo Daza)
6. El Pobre Juan (Rafael Escalona)
7. Como Premiarte (Dr. Hernán Urbina Joiró)
8. Mi Pedazo De Acordeón (Alejo Durán)
9. Larga Distancia (Mario Zuleta D.)
10. El Cantante Estrella (Luis Durán Escorcia)
11. El Primero En Tu Vida (Aurelio Nuñez)

- Fiesta Vallenata vol. 17

7. Mírala como va (Julio Fontalvo). Interpretan Los Hermanos Zuleta.
1992
- Mañanitas de invierno (Los Hermanos Zuleta)

1. Mañanita De invierno (Emiliano Zuleta Díaz)
2. No Me Retiro (Juan “El Cacho” Acosta)
3. Espinita (Manuel Nico Jiménez)
4. Que Te Vaya Bien (Juancho Rois)
5. Un Ángel Más En El Cielo (Alfonso Cotes Ovalle)
6. La Venezolana (Julio Vásquez)
7. Los Cambios Del Tiempo (Calixto Ochoa)
8. Coplas Heridas (Dr. Hernán Urbina Joiró)
9. La Viudita (Carlos Quintero)
10. No Me Vuelvo A Enamorar (Elber Araujo Daza)
11. Mis Muchachitas (Hernando Marín L.)

1993
- Fiesta Vallenata Vol. 19

(Lado A)
5. Mensaje pa' mi nena  - Los Hermanos Zuleta
1994
- Tardes de verano (Los Hermanos Zuleta)

1. Tardes De verano (Emiliano Zuleta)
2. Diez De enero (Isaac Carrillo
3. Reconcilio (Juancho Rois)
4. Las Sabanas Del Diluvio (Tobías Enrique Pumarejo)
5. Con El Alma Cansada (Fabián Corrales)
6. Senderito De Amor (D.R.A.)
7. No Es Negra Es Morena (Adolfo Pacheco)
8. Más Romántico Que Nunca (Hernando Urbina Joiró)
9. Y Siempre Se Va (Poncho Cotes Jr.)
10. Me Llena De Sentimiento (Gustavo Gutiérrez Cabello)
11. Amigo (Rafael Mendoza)

- Fiesta Vallenata vol. 20

3. Desde aquel momento (Edilberto Daza Gutiérrez). Los Hermanos Zuleta 
8. Muchacha patillalera (Tobías Enrique Pumarejo). Los Hermanos Zuleta
1995
- El girasol (Los Hermanos Zuleta)

1. Orgullosa (Fabián Corrales)
2. Tormentos De La Vida (Máximo Móvil)
3. Sanjuanera (Emiliano Zuleta D.)
4. La Muerte De Eduardo Lora (Andrés Landeros)
5. Uno De Los Dos (José Alfonso “Chiche” Maestre)
6. La Camajana (Emiliano Zuleta Baquero)
7. El Girasol (Hernando Marín)
8. La Marimonda (Romualdo Brito)
9. Mejor No Te Quiero (Alfonso “Poncho” Cotes Jr.)
10. Te Digo La Verdad (Jorge Valbuena)
11. Te Quiero Conmigo (Mario Zuleta)

- Zuleta 95 (Los Hermanos Zuleta)

1. Se equivocó (Alfonso cotes jr.)
2. A mamá (Félix Carrillo Hinojosa)
3. Gotas de lluvia (Fernando Dangond Castro)
4. Nostalgia de mi pueblo (Jorge Fernández De Castro)
5. Indira (Emiliano Zuleta Díaz)
6. Árbol deshojado (Luis Durán Escorcia)
7. Contigo nada que ver (Juan Humberto 'Juancho' Rois)
8. Con los ojos del alma (Beltrán Orozco)
9. Pendiente de ti (Fabián Corrales)
10. Cerro verde (Adriano Salas)
11. Mi guajira (Amilkar Ariza Gómez)

- Fiesta Vallenata vol.

3. Las muchachas de Valledupar (Juan Segundo Lagos). Los Hermanos Zuleta.
1996
- Siempre vallenato (Los Hermanos Zuleta)

1. Tu Olvido
2. La Mentira de Tu Amor
3. Ahí vas Paloma
4. Amor Escondido
5. Vamos a Decirlo
6. Tu Forma de Amar
7. La llorona Loca
8. Vallenato Hasta el Final
9. Agonía
10. Claudia
11. El Amor no Pide Permiso

- Fiesta Vallenata vol. 22

2. Un besito y se va (Iván Ovalle Poveda). Los Hermanos Zuleta
1997
- Nobleza y folclor (Los Hermanos Zuleta)

1. No Me Abandones (Jean Carlos Centeno)
2. Para Olvidar (Leandro Díaz)
3. Mi Pobre Valle (Emiliano Zuleta D.)
4. Mosaico Porros
5. No Me Duele Recordarte (José “Chiche” Maestre)
6. La De Los Ojitos Negros (Luis Egurrola)
7. Sentimental (Roberto Calderón)
8. Mi Par De Polluelos (Juan Segundo Lagos)
9. Cuantas Noches (Iván Ovalle)
10. Nobleza Y Folclor (Poncho Zuleta Y Luis Gómez)
11. Los 4 Hermanos (José Francisco “Pachito” Mejía)

- Fiesta Vallenata vol. 23

3. Cosas del caminante (Mario Zuleta Díaz). Interpretan Los Hermanos Zuleta
13. El abandono (Dagoberto 'el negrito' Osorio). Interpretan Los Hermanos Zuleta. 
1998
- La trampa (Los Hermanos Zuleta)

1. La Que Te Hizo El Dos (Fabián Corrales)
2. Aquella Carta (Emiliano Zuleta D.)
3. Regresa (Walbert Orozco)
4. Nativo Del Valle (Alberto Murgas)
5. Alas De Mil Colores (Luis Egurola)
6. La Trampa (Alejandro Durán)
7. Con El Alma Dolida (Jean Carlos Centeno)
8. La Última Canción (Calixto Ochoa)
9. Si Alguien Pudiera (José A. “Chiche” Mestre)
10. Volví A Mentir (Franklin Moya)
11. Como Duele El Sentimiento (Gustavo Gutiérrez Cabello)

- Fiesta Vallenata vol. 24

3. Motivo hermoso (Juan Alberto 'el chacha' Acosta). Interpretan Los Hermanos Zuleta. 
10. Te equivocas (Deimer Jacinto Marín). Interpretan Los Hermanos Zuleta.
1999
- 15 Grandes éxitos de Diomedes Díaz cantados con Poncho Zuleta (Los Hermanos Zuleta & Diomedes Díaz)

- Los juglares (Los Hermanos Zuleta)

1. Que Lastima Mi Amor (Romualdo Brito)
2. Juglares De Mi Tierra (Alberto Murgas)
3. Ya Volví (Fabián Corrales)
4. Mosaico (Varios)
5. Aceptame (Walberth Orozco)
6. Si Tiene Novio
7. Una Esperanza (Jean Carlos Centeno)
8. Trago Gorriao (Alejandro Durán)
9. Solo (Felipe Peláez)
10. Confidente Y Buena (Adriano Salas)
11. Imposible Olvidarte (José Alfonso Maestre)

2001
- La sangre llama (Los Hermanos Zuleta)

1. La Sangre Llama (Emiliano Zuleta)
2. Soy Feliz (Walber Orozco)
3. La Colina (Diomedes Díaz)
4. Intentalo (Robert Oñate)
5. Morenita Del Sinu (Lizandro Meza)
6. Sobre Las Nubes (Leonardy Vega)
7. La Que Me Da Donde Es (Dagoberto "El Negrito" Osorio)
8. No Llores (Fabián Corralez)
9. Solo Un Paso (Omar Geles)
10. Dime Por Quien Llora (Nafer Durán)
11. Buscate Otra (Poncho Cotes Jr.)
12. Brisa Veranera (Vicente "Chente" Munive
13. Bonus Track La Sangre Llama (Emiliano Zuleta)

2002
- Cantaré (Los Hermanos Zuleta)

1. Cantaré (Everardo Armentea)
2. Olvido (Miguel Matamoros)
3. El Hombre Divertido (Luis Enrique Martínez)
4. Yo Si Te Olvido (Enrique Araujo)
5. Amaraje (Adriano Salas)
6. Vestida De Blanco (Camilo Namen)
7. Por Qué (Emiliano Zuleta Díaz)
8. Juntico A Ti (Fabián Corrales)
9. Mosaico Merengue Dominicano . Incluye: A Lo Obscuro (Ricardo Rico)/La Punta Del Palo (Gastón Guerrero)/La Maldita Cola (Dra)/La Empalizá (Luis Kalaft)/Consigueme Eso (Pedro N. Pérez)
10. Felicidades (Julio Oñate)
11. Estoy Aquí (Walbert Orozco)
12. La Falda (Dagoberto Osorio)
13. Pensando En Ti (Armando Zabaleta)

2003
- Por siempre (Los Hermanos Zuleta)

1. La Cuchilla (Romualdo Brito)
2. Ahí Va La Que Me Gusta (Poncho Cotes Jr)
3. Un Besit0 Es Muy Poquito (Omar Geles)
4. Roberto Ruiz (Antolin Lenes)
5. Seremos Felices (Diomedes Díaz)
6. Ni Pio (Jorge Balbuena)
7. Prende Empujao (Dagoberto El Negrito Osorio)
8. Soltero Y A La Orden (Juan Manuel Pérez)
9. Le Gusta Vivi Agarra (Edilberto Altamar)
10. El Turpial Herido (Emiliano Zuleta)
11. Atardecer Sinuano (Alejo Duran)
12. De Hinojos (Isaac Carrillo)
13. No Me Dejes (Juan Manuel El Charro)

- Fiesta Vallenata vol. 25

2. El aventurero (Leandro Díaz). Interpretan Los Hermanos Zuleta.
11. Soy culpable (César Cumplido Oviedo). Interpretan Los Hermanos Zuleta. 
16. A mi padrino (Emiliano Zuleta Díaz). Interpretan Los Hermanos Zuleta.
2004
- En vivo (Los Hermanos Zuleta)

- Lo mejor del vallenato en vivo (Los Hermanos Zuleta)

2005
- Cien días de bohemia (Los Hermanos Zuleta)

1. Mi Pueblo Natal (Jairo Varela)
2. Olvidarte No Podre (Omar Geles)
3. Cien Días De Bohemia (Rafael Manjarrés)
4. El Pañuelo (Nafer Durán)
5. El Semestre (Elkin García)
6. Dayana (Poncho Zuleta)
7. Cumple Con Amarla (Omar Geles)
8. Luna Dame Un Pan (Romualdo Brito)
9. Que Es El Amor (Robert Oñate)
10. Mis Muchachitos (Emiliano Zuleta)
11. El Cristo De Mariangola (Rafael Escalona)

- Fiesta Vallenata vol. 26

3. Nunca te olvido (Jorge Valbuena). Interpretan Los Hermano Zuleta. 
13. Quiéreme (Leandro Díaz). Interpretan Los Hermanos Zuleta
2007
- Colombia canta vallenato (Los Hermanos Zuleta)

1. Que Es Lo Que Quieres (Poncho Cotes Jr.)
2. Y Entonces Que (Melkis Namén)
3. Los Aya Yai Y (Felipe 'Pipe' Peláez)
4. Me Quede Esperando (Jorge Mario Gutiérrez)
5. Amor A La Ligera (D.R.A.)
6. Sal Y Agua (D.R.A.)
7. La Capital (Luis Enrique Martínez)
8. La Tengo Domina (Luis Enrique Martínez
9. Vallenato Canta Vallenato (Lizandro Meza)
10. Ojazos Negros (Julio García)
11. Así Son Las Cosas (José Carlos Guerra 'Pital˙A')
12. Si La Suerte Es Buena (Richard Daza)
13. Tilin Tilin (Fabián Corrales)

## Composiciones
- Mis Vacaciones
- La Sangre Llama
- El Desquite
- Mi Hermano y Yo
- Mañanitas de Invierno
- Tardes de Verano
- Mi Acordeón
- A Un Colega
- El Retiro
- Que Vengan Todos

## Filmografía
Con su acordeón Emiliano Zuleta Díaz grabó la banda sonora de la película Los viajes del viento (2009), del cineasta cesarense Ciro Guerra.